# Johnnie and Jack

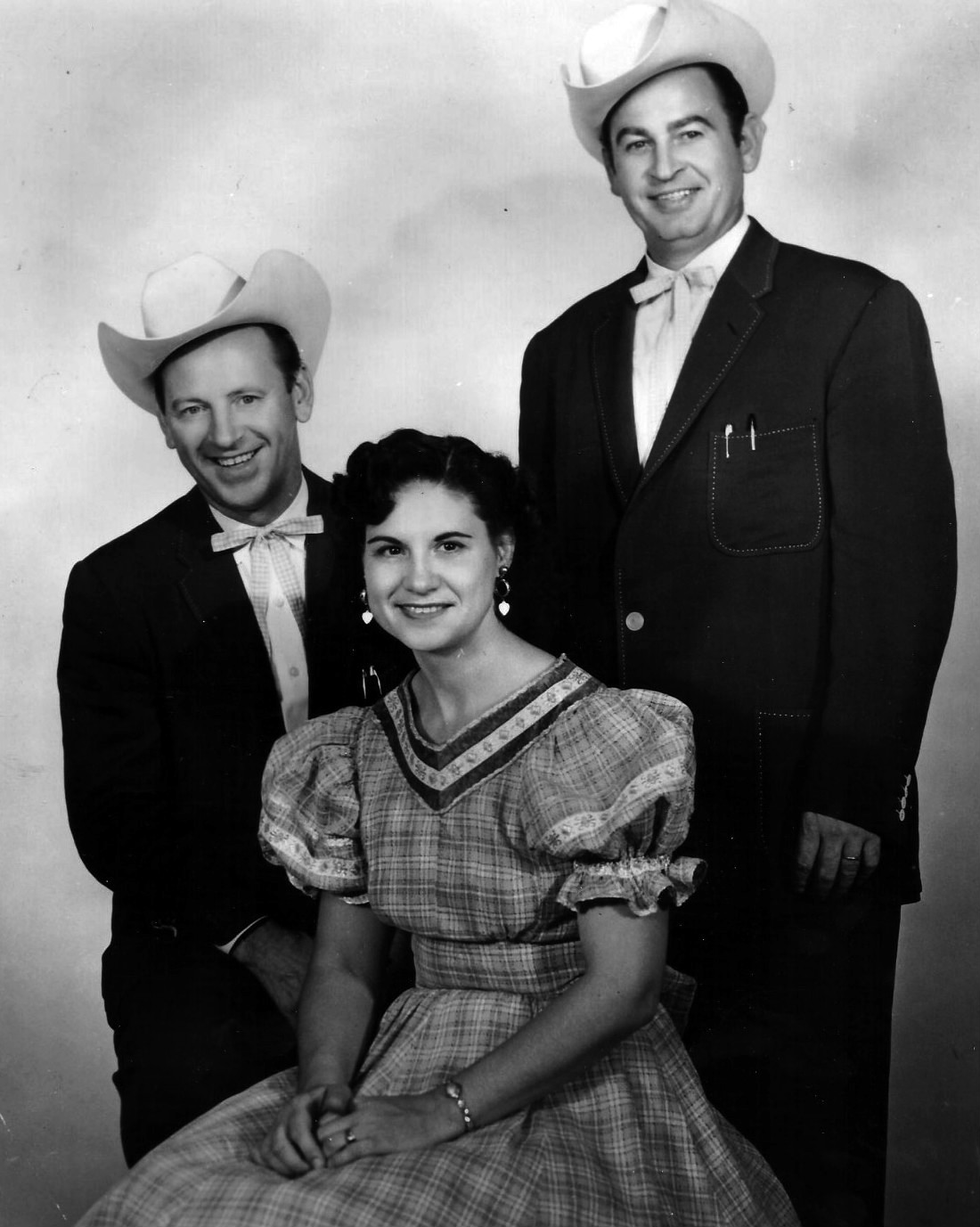
Johnnie and Jack mit Kitty Wells (1957)

Johnnie and Jack war ein US-amerikanisches Country-Duo der 1940er- und 1950er-Jahre. Ihr Stil war beeinflusst von traditionellen Stringbands, aber auch von Boogie Woogie und Rhythm & Blues.

## Karriere

### Anfänge
Johnnie Wright und Jack Anglin begannen um 1938 zusammen zu spielen. Mit Wrights Frau Muriel Deanson, die später als Kitty Wells Karriere machte, gründeten sie eine Band. Ihr Stil war von den Brüder-Duos Delmore Brothers und Monroe Brothers beeinflusst. Ein weiteres Mitglied der Gruppe war Anglins Bruder Jim, der die Formation um eine Bassstimme erweiterte und später auch viel Songmaterial des Duos schrieb. Erste Bekanntheit erlangte die Band, die sich nun The Tennessee Hillbillies nannte, durch Auftritte im lokalen Radio. Zu Beginn des Zweiten Weltkrieges wurde Anglin in die Armee einberufen und die Gruppe brach auseinander.

### Erfolge
Nachdem Anglin aus dem Kriegsdienst entlassen worden war, formierten sich die Tennessee Hillbillies neu, diesmal mit dem Bassisten „Smilin’“ Eddie Hill sowie dem jungen Gitarristen Chet Atkins. 1947 wurden Johnnie und Jack mit ihrer Band unter der Bedingung, ihre Gruppe in Tennessee Mountain Boys umzubenennen, als Ersatz für Roy Acuff in der Grand Ole Opry engagiert. Zudem durfte Johnnies Frau Kitty nicht auf die Bühne, da weibliche Musiker in der Opry noch nicht gern gesehen waren. Die Auftritte in der Opry verschafften dem Duo, das nun weitaus mehr im Rampenlicht stand als der Rest ihrer Band, größere Bekanntheit, und Ende des Jahres hatten sie erste Schallplatten eingespielt. Ihre frühen Singles bei dem Rhythm-&-Blues-Label Apollo Records in New York City fanden jedoch wenig Beachtung. Nach einem kurzen Zwischenspiel mit Ray Atkins und Clyde Moore als King’s Sacred Quartett bei King Records unterzeichnete das Duo 1949 einen Vertrag bei RCA Victor.
Doch auch bei RCA wollte der Erfolg zuerst nicht kommen. Johnnie und Jack zogen von Radiosender zu Radiosender, um ihre Singles zu vermarkten und traten im populären Louisiana Hayride auf, doch all diese Maßnahmen halfen nichts. Unverhofft kam 1951 dann mit Poison Love ihre erste Top-Ten-Platzierung. Vor allem die Bluegrass-Harmonien und Rumba-Elemente durch Studio-Bassist Ernie Newton machten den Titel unverwechselbar. Der Song wurde wegweisend für weitere Country-Stücke der nächsten Jahre, und zusammen mit dem großen Erfolg von Kitty Wells erfuhr das Duo bei seinen Tourneen großen Zulauf. 
In den nächsten Jahren veränderte sich der Sound ihrer Musik mit Eintritt von Basssänger Culley Holt, ehemaliges Mitglied von The Jordanaires, zu einem mit Rhythm and Blues angereicherten Country-Stil. Weitere Hits waren unter anderem Sincerely, (Oh Baby Mine) I Get So Lonely, Kiss Crazy Baby oder Goodnight, Sweetheart, Goodnight, allesamt R'n'B-Cover. Insgesamt stand das Duo fünfzehnmal in den Country-Charts. Sie waren zudem weiterhin Mitglied der Opry sowie des Louisiana Hayrides, die beiden damals erfolgreichsten Radioshows.
Zum Ende der 1950er-Jahre hin ließ ihr Erfolg nach, und RCA drängte die Band mit Hintergrundchören wie den Anita Kerr Singers oder den Jordanaires und professionellen Sessionmusikern Richtung Nashville Sound. Die Hits blieben jedoch aus, und so wurde der Vertrag nicht erneuert. Enttäuscht wechselten Johnnie und Jack zu Decca Records, die alle Singles nun unter dem Namen Johnny & Jack veröffentlichten. Chartplatzierungen konnten jedoch keine mehr erzielt werden. Als Mitglieder von Kitty Wells’ Tournee-Ensemble blieben die beiden jedoch in der Öffentlichkeit präsent.
Als 1963 das Flugzeug von Patsy Cline, Cowboy Copas und Hawkshaw Hawkins abstürzte, waren beide sehr betroffen. Da alle Musiker gute Bekannte und ebenfalls bei Decca unter Vertrag waren, wollte das Duo auch bei der Beerdigung anwesend sein. Unglücklicherweise kam es auf dem Hinweg zu einem Unfall und Jack Anglin starb dabei. Damit ging die Karriere des Duos, das bis Mitte der 1950er-Jahre hinein eine feste Größe in der Country-Szene war, zu Ende. Wright starb 2011 im Alter von 97 Jahren.

## Diskografie

### Singles
| Jahr           | Titel                                                                   | Anmerkungen                                       |
| -------------- | ----------------------------------------------------------------------- | ------------------------------------------------- |
| Apollo Records |                                                                         |                                                   |
| 1947           | Jolé Blon / Sing Tom Kitty                                              | als „Tennessee Mountain Boys“                     |
| 1947           | Love In the First Degree / Too Many Blues                               |                                                   |
| 1947           | This Is the End / Paper Boy                                             |                                                   |
| 1948           | Unloved - Unclaimed / That’s Why I’m Cryin’                             |                                                   |
| RCA Victor     |                                                                         |                                                   |
| 1949           | You Tried to Ruin My Name / Ashes of Love                               |                                                   |
| 194?           | Let Your Conscience / Hummingbird                                       |                                                   |
| 1950           | You Tried Tt Ruin My Name / Ashes of Love                               | Wiederveröffentlichung von RCA 20-4035            |
| 1950           | Lonesome / Poison Love                                                  |                                                   |
| 1951           | Smile on My Lips / Can’t Tell My Heart                                  |                                                   |
| 1951           | How Can I Believe / Cryin' Heart Blues                                  |                                                   |
| 1951           | Smile on My Lips / Can’t Tell My Heart That                             | Wiederveröffentlichung von RCA 21-4389            |
| 1952           | When You Want / Three Way of Knowing                                    |                                                   |
| 1952           | Slow Poison / Heart Trouble                                             |                                                   |
| 1952           | Two Timing Blues / ?                                                    |                                                   |
| 1952           | Don’t Let the Stars Get in Your Eyes / The Only One I Ever Loved I Lost |                                                   |
| 1952           | I’ll Live With God / The Eastern Gate                                   |                                                   |
| 1953           | Hank Williams Will Lve Forever / Just for Tonight                       |                                                   |
| 1953           | South in New Orleans / Winner of Your Heart                             |                                                   |
| 1953           | Private Propertery / Don’t Say Goodbye If You Love                      |                                                   |
| 1953           | From the Manger to the Cross / God Put a Rainbow in the Clouds          |                                                   |
| 1954           | Love Trap / Cheated Out for Love                                        |                                                   |
| 1954           | (Oh Baby Mine) I Get So Lonely / ?                                      |                                                   |
| 1954           | Goodnight, Sweetheart, Goodnight / I Need You, Honey                    | als „Johnnie & Jack, the Tennessee Mountain Boys“ |
| 1954           | Kiss Crazy Baby / Beware of It                                          |                                                   |
| 1955           | Carry On / Sincerely                                                    | als „Johnnie & Jack, the Tennessee Mountain Boys“ |
| 1955           | We Live in Tweo / No One Dear But You                                   |                                                   |
| 1955           | So Lovely Baby / Look Out                                               |                                                   |
| 1955           | S.O.S. / Weary Moments                                                  | als „Johnnie & Jack, the Tennessee Mountain Boys“ |
| 1956           | Feet of Clay / I Want to Be Loved                                       |                                                   |
| 1956           | You Can’t Divorce My Heart / Baby It’s in the Making                    |                                                   |
| 1956           | Love Love Love / I Loved You Better Than You Know                       |                                                   |
| 1957           | Banana Boat Song / Mister Clock                                         |                                                   |
| 1957           | Pleasure Not a Habbit in Mexico / All the Time                          |                                                   |
| 1957           | That’s Why I’m Leavin’ / Oh Boy, I Love Her                             |                                                   |
| 1957           | Move It on Over / Love Fever                                            | als „Johnnie & Jack, The Tennessee Mountain Boys“ |
| 1958           | Camel Walk Stroll / Stop the World                                      |                                                   |
| 1958           | I’ve Seen This Movie Before / Yeah                                      |                                                   |
| 1958           | Lonely Island Pearl / Leave Our Moon Alone                              |                                                   |
| 1958           | Camel Walk Stroll / Stop the World                                      | Wiederveröffentlichung von RCA 47-7137            |
| 1959           | I Wonder If You Know / What Do You Know About Heartaches                |                                                   |
| 1959           | Sailor Man / Wild and Wicked World                                      |                                                   |
| 1959           | Happy, Lucky Love / Sweetie Pie                                         |                                                   |
| 1960           | Just Like You / Dreams Come True                                        |                                                   |
| 1960           | EP - Poison Love - I Get So Lonely - Ashes of Love - Crying Heart Blues |                                                   |
| Decca Records  |                                                                         |                                                   |
| 1961           | Uncle John’s Bongos / Let My Heart Be Broken                            | als „Johnny & Jack“                               |
| 1963           | Bye Bye Love / I Overlooked an Orchid                                   | als „Johnny & Jack“                               |

### Alben
- 1957: The Tennessee Mountain Boys
- 1959: Hits by Johnnie and Jack
- 1962: Smiles and Tears
- 1963: Poison Love
- 1964: Sincerely
- 1970: All the Best
- 1992: Johnnie & Jack and the Tennessee Mountain Boys (Bear Family)
- 1995: At KWKH (Bear Family; mit Kitty Wells)
- 2002: For Old Time Sake (Bear Family)